# Stenotus binotatus
Espèce
Stenotus binotatus est une espèce d'insectes hétéroptères (punaises) de la famille des Miridae, originaire d'Europe. Mais maintenant on le trouve aussi en Amérique du Nord et en Nouvelle-Zélande. Il mesure entre 6 et 7 mm de long, est de couleur jaunâtre, avec des marques plus foncées sur le pronotum et les ailes antérieures (hémélytres). Il se nourrit de diverses herbes et peut être un insecte ravageur de cultures comme le blé.

## Synonyme
- Lygaeus binotatus Fabricius, 1794